# Бабенко, Анатолий Николаевич
Анато́лий Никола́евич Бабе́нко (7 августа 1951, Макеевка, Сталинская область — 31 августа 2014) — советский футболист, вратарь. Тренер.

## Биография
Начинал заниматься футболом в родной Макеевке, затем недолго — в донецком «Шахтёре». 1969 год провёл в «Авангарде» Макеевка. Армейскую службу проходил в 1970—1971 годах в киевском СКА. В 1971 году вместе с Павлом Богоделовым перешёл в «Локомотив» Винница. 1974 год отыграл в другой команде второй лиги «Вулкан» Петропавловск-Камчатский. 1975 год начал в ташкентском «Пахтакоре», сыграл в марте один матч в Кубке СССР против «Металлиста» (4:1) и три в чемпионате — против «Зенита» (3:0) и московских «Локомотива» (2:2) и «Спартака» (0:2). Перешёл в «Звезду» Пермь из первой лиги, но играл только в следующем году. В начале 1977 года практически перешёл в «Днепр», получил квартиру в Днепропетровске, но откликнулся на приглашение чемпиона — «Торпедо». За два сезона не сыграл в основной команде ни одного матча; перенёс операции на мениске и в связи с аппендицитом. В дальнейшем играл в первой лиге за «Кузбасс» Кемерово (1979—1981), во второй лиге за «Ниву» Винница (1982—1985), «Мелиоратор» Чимкент (1986).
В 1987—1988 годах — тренер и начальник команды «Нива». В 2004 году — тренер «Шахтёра» Караганда.